# Uno-X Mobility
L'Uno-X Mobility, nota in passato come Ringeriks-Kraft, è una squadra maschile norvegese di ciclismo su strada, attiva a livello UCI dal 2010. Dal 2020 detiene licenza di UCI ProTeam.
La squadra ha sede a Ringerike, è diretta da Jens Haugland ed è sponsorizzata dalla catena di distributori di carburante Uno-X.

## Cronistoria

### Annuario
| Anno | Codice | Nome                                                                                       | Cat. | Biciclette | Dirigenza |
| ---- | ------ | ------------------------------------------------------------------------------------------ | ---- | ---------- | --- |
| 2010 | KRA    | Team Ringeriks-Kraft                                                                       | CT   |            | Manager: Dir. sportivi: |
| 2011 | KRA    | Team Ringeriks-Kraft                                                                       | CT   |            | Manager: Dir. sportivi: |
| 2012 | KRA    | Team Ringeriks-Kraft Look                                                                  | CT   |            | Manager: Dir. sportivi: |
| 2013 | KRA    | Team Ringeriks-Kraft Look                                                                  | CT   |            | Manager: Dir. sportivi: |
| 2014 | KRA    | Team Ringeriks-Kraft                                                                       | CT   |            | Manager: Dir. sportivi: |
| 2015 | KRA    | Team Ringeriks-Kraft                                                                       | CT   |            | Manager: Dir. sportivi: |
| 2016 | KRA    | Team Ringeriks-Kraft                                                                       | CT   | Bianchi    | Manager: Dir. sportivi: |
| 2017 | UXT    | Uno-X Hydrogen Development Team                                                            | CT   | Bianchi    | Manager: Jens Haugland Dir. sportivi: Kurt Asle Arvesen, Arne Gunnar Ensrud, Danny Guillemyn, Leonard Snoeks |
| 2018 | UXT    | Uno-X Norwegian Development Team                                                           | CT   | DARE       | Manager: Jens Haugland Dir. sportivi: Kurt Asle Arvesen, Arne Gunnar Ensrud, Stig Kristiansen, Leonard Snoeks |
| 2019 | UXT    | Uno-X Norwegian Development Team                                                           | CT   | DARE       | Manager: Jens Haugland Dir. sportivi: Kurt Asle Arvesen, Arne Gunnar Ensrud, Stig Kristiansen, Leonard Snoeks |
| 2020 | UXT    | Uno-X Norwegian Development Team (fino al 31 marzo) Uno-X Pro Cycling Team (dal 1º aprile) | PRT  | DARE       | Manager: Jens Haugland Dir. sportivi: Kurt Asle Arvesen, Christian Andersen, Arne Gunnar Ensrud, Stig Kristiansen, Leonard Snoeks |
| 2021 | UXT    | Uno-X Pro Cycling Team                                                                     | PRT  | DARE       | Manager: Jens Haugland Dir. sportivi: Kurt Asle Arvesen, Christian Andersen, Arne Gunnar Ensrud, Stig Kristiansen, Leonard Snoeks |
| 2022 | UXT    | Uno-X Pro Cycling Team                                                                     | PRT  | DARE       | Manager: Jens Haugland Dir. sportivi: Kurt Asle Arvesen, Christian Andersen, Arne Gunnar Ensrud, Stig Kristiansen, Jesper Mørkøv, Gino Van Oudenhove, Leonard Snoeks                                                                     |
| 2023 | UXT    | Uno-X Pro Cycling Team                                                                     | PRT  | DARE       | Manager: Jens Haugland Dir. sportivi: Kurt Asle Arvesen, Christian Andersen, Arne Gunnar Ensrud, Stig Kristiansen, Kristian Kulset, Jesper Mørkøv, Gino Van Oudenhove, Gabriel Rasch, Leonard Snoeks                                     |
| 2024 | UXM    | Uno-X Mobility                                                                             | PRT  | DARE       | Manager: Jens Haugland Dir. sportivi: Kurt Asle Arvesen, Christian Andersen, Arne Gunnar Ensrud, Max Emil Kørner, Stig Kristiansen, Kristian Kulset, Jesper Mørkøv, Gino Van Oudenhove, Gabriel Rasch, Leonard Snoeks                    |
| 2025 | UXM    | Uno-X Mobility                                                                             | PRT  | Ridley     | Manager: Thor Hushovd Dir. sportivi: Gabriel Rasch, Christian Andersen, Arne Gunnar Ensrud, Max Emil Kørner, Stig Kristiansen, Kristian Kulset, Gino Van Oudenhove, Leonard Snoeks, Martin Vetsby, Emil Vinjebo, Jesper Bundgaard Vinkel |

### Classifiche UCI
| Anno | Classifica | Pos. | Migliore cl. individuale         |
| ---- | ---------- | ---- | -------------------------------- |
| 2013 | Europe T.  | 121º | Marius Hafsås (969º)             |
| 2014 | Europe T.  | 74º  | Michael Olsson (130º)            |
| 2015 | Europe T.  | 125º | Øivind Lukkedahl (896º)          |
| 2016 | Europe T.  | 93º  | Syver Wærsted (749º)             |
| 2017 | Europe T.  | 67º  | Syver Wærsted (197º)             |
| 2018 | Europe T.  | 52º  | Syver Wærsted (462º)             |
| 2019 | World Tour | 49º  | Andreas Leknessund (228º)        |
| 2020 | World Tour | 25º  | Andreas Leknessund (122º)        |
| 2021 | World Tour | 23º  | Rasmus Tiller (95º)              |
| 2022 | World Tour | 22º  | Rasmus Tiller (117º)             |
| 2023 | World Tour | 21º  | Tobias Halland Johannessen (62º) |
| 2024 | World Tour | 18º  | Alexander Kristoff (49º)         |

## Palmarès
Aggiornato al 16 luglio 2025.

### Grandi Giri
- Giro d'Italia

Partecipazioni: 0
Vittorie di tappa: 0
Vittorie finali: 0
Altre classifiche: 0
- Tour de France

Partecipazioni: 3 (2023, 2024, 2025)
Vittorie di tappa: 1
2025: 1 (Jonas Abrahamsen)
Vittorie finali: 0
Altre classifiche: 0
- Vuelta a España

Partecipazioni: 0
Vittorie di tappa: 0
Vittorie finali: 0
Altre classifiche: 0

### Campionati nazionali
- Campionati danesi: 2

In linea Under-23: 2020 (Julius Johansen)
Cronometro Under-23: 2020 (Julius Johansen)
- Campionati norvegesi: 9

In linea: 2022 (Rasmus Tiller); 2023 (Fredrik Dversnes); 2024 (Markus Hoelgaard); 2025 (Andreas Leknessund)
Cronometro: 2019, 2020 (Andreas Leknessund); 2023, 2024 (Søren Wærenskjold)
In linea Under-23: 2020 (Martin Urianstad)
- Campionati svedesi: 1

In linea: 2014 (Michael Olsson)

## Organico 2025
Aggiornato al 1° agosto 2025.

### Staff tecnico
|  | Naz.                 | Ruolo | Sportivo                |  |  |  |
|  | -------------------- | ----- | ----------------------- |  |  |  |
|  | Norvegia (bandiera)  | GM    | Thor Hushovd            |  |  |  |
|  | Norvegia (bandiera)  | DS    | Gabriel Rasch           |  |  |  |
|  | Danimarca (bandiera) | DS    | Christian Andersen      |  |  |  |
|  | Norvegia (bandiera)  | DS    | Arne Gunnar Ensrud      |  |  |  |
|  | Norvegia (bandiera)  | DS    | Max Emil Kørner         |  |  |  |
|  | Norvegia (bandiera)  | DS    | Stig Kristiansen        |  |  |  |
|  | Norvegia (bandiera)  | DS    | Kristian Kulset         |  |  |  |
|  | Belgio (bandiera)    | DS    | Gino Van Oudenhove      |  |  |  |
|  | Norvegia (bandiera)  | DS    | Leonard Snoeks          |  |  |  |
|  | Norvegia (bandiera)  | DS    | Martin Vetsby           |  |  |  |
|  | Danimarca (bandiera) | DS    | Emil Vinjebo            |  |  |  |
|  | Danimarca (bandiera) | DS    | Jesper Bundgaard Vinkel |  |  |  |

### Rosa
|  | Naz.                 |  | Sportivo                   | Anno |  |  |
|  | -------------------- |  | -------------------------- | ---- |  |  |
|  | Norvegia (bandiera)  |  | Jonas Abrahamsen           | 1995 |  |  |
|  | Danimarca (bandiera) |  | Carl-Frederik Bévort       | 2003 |  |  |
|  | Norvegia (bandiera)  |  | Erlend Blikra              | 1997 |  |  |
|  | Danimarca (bandiera) |  | Magnus Cort Nielsen        | 1993 |  |  |
|  | Danimarca (bandiera) |  | Simon Dalby                | 2003 |  |  |
|  | Norvegia (bandiera)  |  | Fredrik Dversnes           | 1997 |  |  |
|  | Norvegia (bandiera)  |  | Stian Fredheim             | 2003 |  |  |
|  | Norvegia (bandiera)  |  | Markus Hoelgaard           | 1994 |  |  |
|  | Norvegia (bandiera)  |  | Ådne Holter                | 2000 |  |  |
|  | Norvegia (bandiera)  |  | Jonas Hvideberg            | 1999 |  |  |
|  | Norvegia (bandiera)  |  | Storm Ingebrigtsen         | 2005 |  |  |
|  | Norvegia (bandiera)  |  | Amund Grøndahl Jansen      | 1994 |  |  |
|  | Norvegia (bandiera)  |  | Anders Halland Johannessen | 1999 |  |  |
|  | Norvegia (bandiera)  |  | Tobias Halland Johannessen | 1999 |  |  |
|  | Norvegia (bandiera)  |  | Alexander Kristoff         | 1987 |  |  |
|  | Danimarca (bandiera) |  | Andreas Kron               | 1998 |  |  |
|  | Norvegia (bandiera)  |  | Johannes Kulset            | 2004 |  |  |
|  | Norvegia (bandiera)  |  | Magnus Kulset              | 2000 |  |  |
|  | Norvegia (bandiera)  |  | Andreas Leknessund         | 1999 |  |  |
|  | Danimarca (bandiera) |  | William Blume Levy         | 2001 |  |  |
|  | Norvegia (bandiera)  |  | Sakarias Koller Løland     | 2001 |  |  |
|  | Danimarca (bandiera) |  | Henrik Pedersen            | 2004 |  |  |
|  | Norvegia (bandiera)  |  | Erik Resell                | 1996 |  |  |
|  | Norvegia (bandiera)  |  | Anders Skaarseth           | 1995 |  |  |
|  | Danimarca (bandiera) |  | Tobias Svarre              | 2004 |  |  |
|  | Norvegia (bandiera)  |  | Rasmus Tiller              | 1996 |  |  |
|  | Norvegia (bandiera)  |  | Martin Urianstad           | 1999 |  |  |
|  | Norvegia (bandiera)  |  | Rasmus Bøgh Wallin         | 1996 |  |  |
|  | Norvegia (bandiera)  |  | Søren Wærenskjold          | 2000 |  |  |